# المطبخ الهندي الصيني
المطبخ الهندي الصيني (المعروف أيضا باسم «هاكا الصينية») هو تكيف أساليب الطهي والتوابل الصينية إلى الأذواق الهندية من خلال عرض أكبر يشمل أيضا الأطباق النباتية. يقال إن مطبخ ديسي الصيني طورته الجالية الصينية الصغيرة التي عاشت في كولكاتا لأكثر من قرن. اليوم، الطعام الصيني جزء لا يتجزأ من مشهد الطهي الهندي. كما يتمتع بها المجتمعات الهندية والصينية في أمريكا الشمالية.

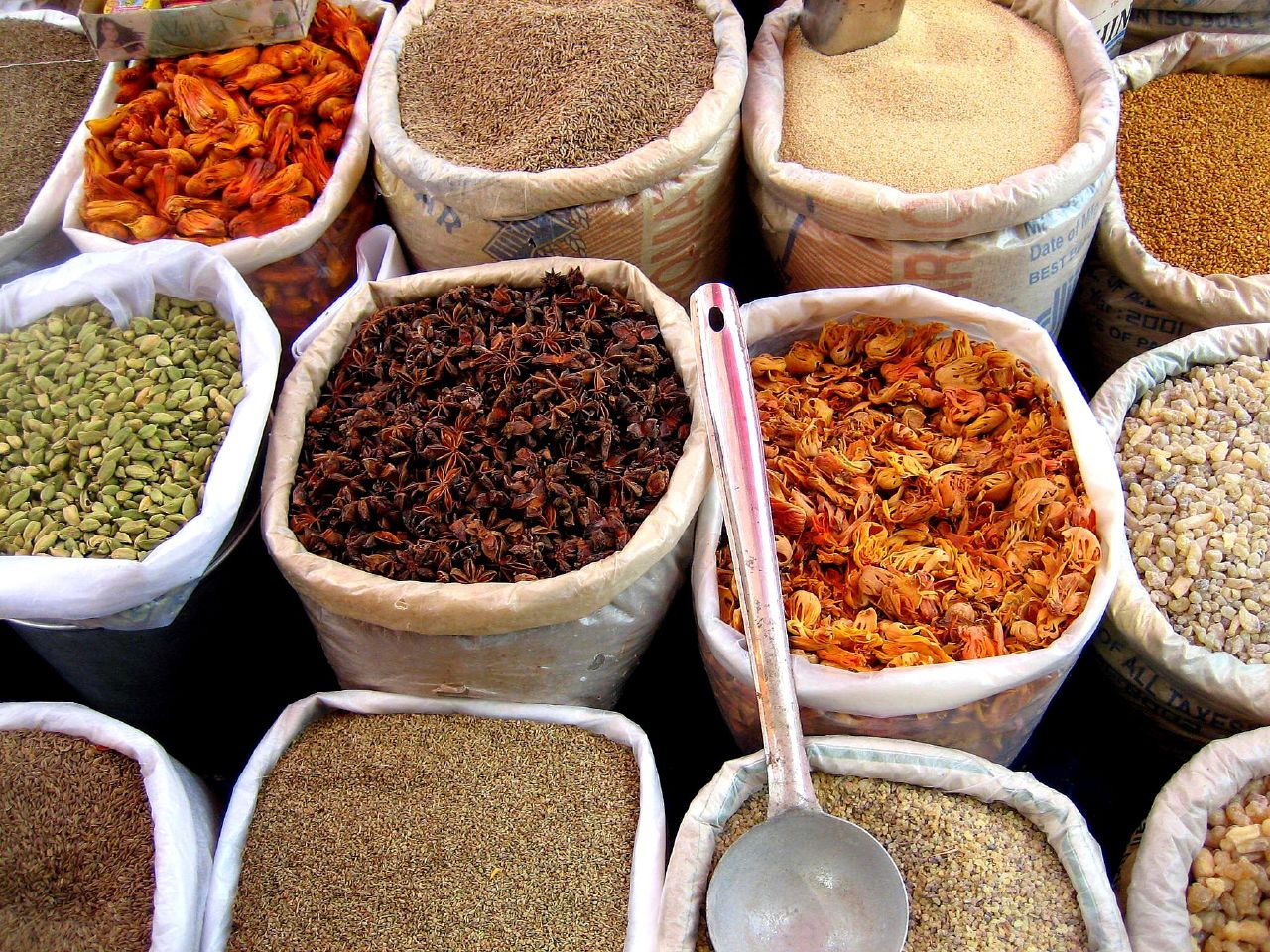
التوابل في متجر البقالة في الهند.

وقد نشأت المأكولات الصينية من كولكاتا والطعام الصيني لا يزال يحظى بشعبية هناك. في الوقت الحاضر، يبلغ عدد سكان الصين في كولكاتا حوالي 2000 شخص. معظم هؤلاء الناس من أصل هاكا. ومع ذلك، فإن العديد من أطباق المطبخ الهندي الهندي الحديث تحمل القليل من التشابه مع المأكولات الصينية التقليدية.

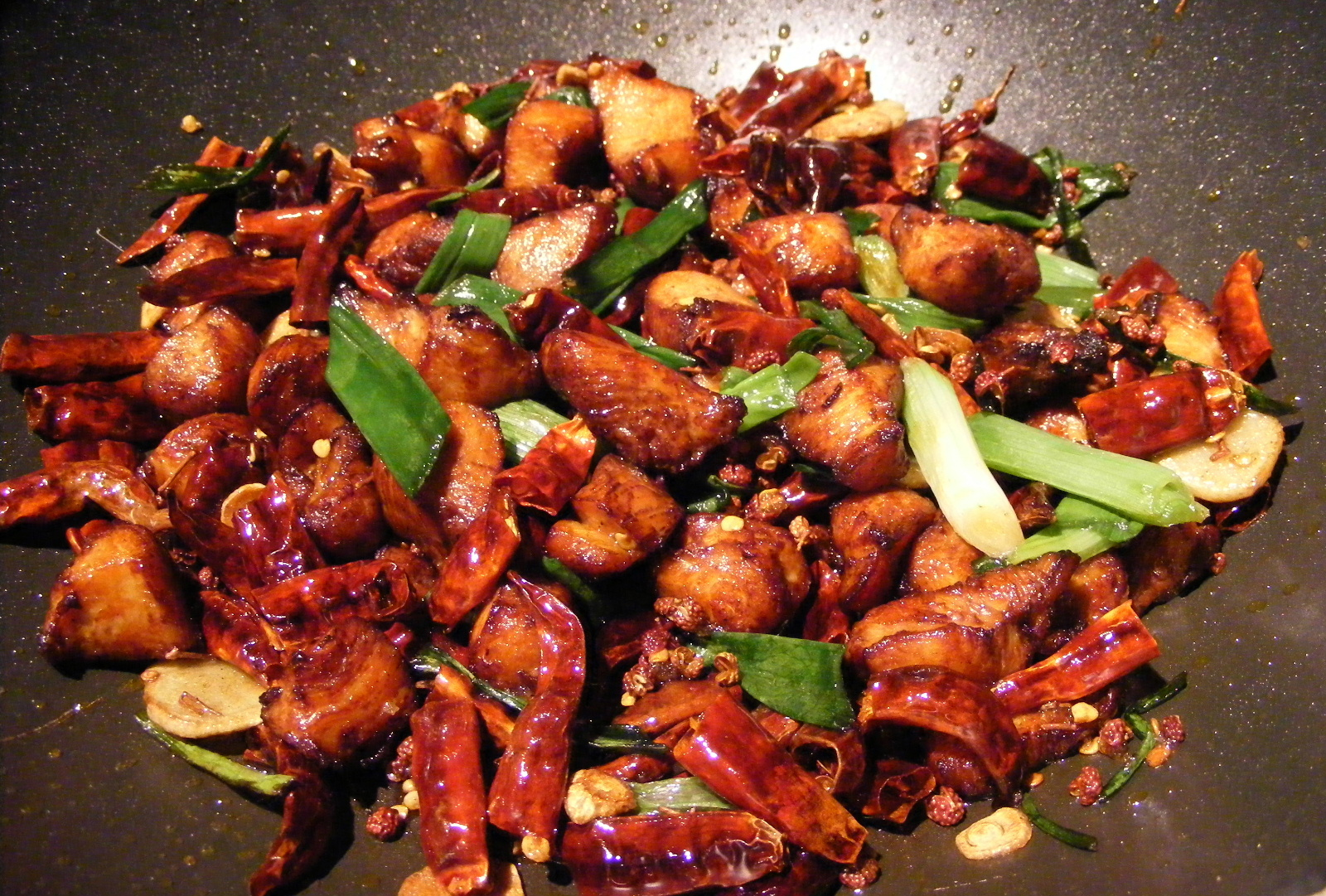
الدجاج المقلي مع الفلفل الحار وفلفل سيتشوان في نمط سيتشوان.

يعيش معظم الناس من أصل صيني في الحي الصيني الوحيد في الهند الموجود حول تيريتي بازار ومنطقة بوبازار، والتي تم نقلها إلى تانجرا، كولكاتا. معظم هؤلاء المهاجرين كانوا هاكا. لا يزال الحي الصيني في كولكاتا يضم عددا من المطاعم الصينية المتخصصة في مأكولات هاكا والمتغيرات الهندية.
تميل الأطعمة إلى النكهة مع التوابل مثل الكمون، وبذور الكزبرة، والكركم، والتي مع بعض الاستثناءات الإقليمية، مثل شينجيانغ، لا ترتبط تقليديا مع الكثير من المأكولات الصينية. الفلفل الحار، والزنجبيل، والثوم، وبذور السمسم، والفلفل الأحمر الجاف، والذرة الفلفل الأسود واللبن الزبادي تستخدم أيضا في الأطباق. وهذا يجعل الطعام الصيني الهندي مشابهًا للعديد من الأطباق العرقية في دول جنوب شرق آسيا مثل سنغافورة وماليزيا، التي تتمتع بتأثيرات ثقافية صينية وهندية قوية.
يتم تقديم الأطباق غير الأساسية بشكل أساسي مع إضافة سخية من المرق، على الرغم من أنه يمكن أيضًا طلب «جافة» أو «بدون مرق». تشمل أساليب الطهي التي غالبًا ما تُرى في المأكولات الهندية الهندية «الفلفل» (الذي ينطوي على عناصر مقلية بطاطس مطبوخة بقطع من الفلفل الحار)، «مانشوريان» (مما يعني صلصة حلوة ومملحة من اللون البني)، وصلصة حمراء حارة. هذه تتوافق فقط بشكل كثير في الطبق، على كل حال، مع طرق الطهي المستخدمة في الصين.

## أطباق

### مقبلات الدورة الرئيسية
- يشمل مقبلات الطبق الرئيسي في كل مكان ما يلي:
- دجاج مشوي / روبيان / سمك / ضأن / خضار / بانير
- فروج الثوم / الروبيان / سمك / لحم ضأن / خضار / بانير
- صلصة حمراء حارة / الدجاج / الجمبري / السمك / لحم الخروف / الخضروات / بانير - الأطباق التي تحمل هذا الاسم في الواقع تحمل في الغالب القليل من الشبه بتلك الموجودة في مقاطعة سيتشوان الصينية (على الرغم من أنها تحتوي في بعض الأحيان على سيتشوان الفلفل). بدلا من ذلك تركز أساسا حول صلصة تحتوي على الفلفل الأحمر الهندي والثوم. (إن تهجئة "Schezwan" ليست خطأ مطبوعًا، وهذا هو في الواقع كيف يميل هذا المصطلح إلى التهجئة في المطبخ الهندي الصيني بدلاً من "Sichuan" أو "Szechuan" أو "Szechwan").[5]
- دجاج بالزنجبيل / روبيان / سمك / لحم ضأن / خضار / بانير
- دجاج منشوريا / روبيان / سمك / خروف / خضار / بانير، يتكون عمومًا من مجموعة متنوعة من اللحوم أو بانير مع الخضار في صلصة بني حار.[6] إنها في الأساس عبارة عن إنشاء مطاعم صينية في الهند، وتشبه القليل من مأكولات مانشو التقليدية أو المطبخ الصيني.[3] يقال إنه قد اخترع في عام 1975 من قبل نيلسون وانغ. وصف وانغ عملية اختراعه بأنها بدءا من المكونات الأساسية للطبق الهندي، وهما الثوم المفروم والزنجبيل والفلفل الأخضر، ولكن بعد ذلك، بدلا من إضافة غارام ماسالا، وضع في صلصة الصويا بدلا من ذلك، متبوعا بنشا الذرة والدجاج نفسه.[7] بديل نباتي شهير يحل محل الدجاج مع القرنبيط، [6] ويعرف عادة باسم منشوري الغوبي. وتشمل الأنواع النباتية الأخرى الفطر، والذرة الصغيرة، والخضراوات المانشورية.
- تشاو مين طبق شعبي يجمع بين المعكرونة والخضروات والبيض المخفوق والزنجبيل والثوم وصلصة الصويا وصلصة الفلفل الأخضر وصلصة الفلفل الأحمر والخل.